# Jan Josef Brixi
Jan Josef Brixi (Vlkava, 19 marzo 1711 – Mělník, 27 aprile 1762) è stato un compositore e organista ceco.

## Biografia
Egli apparteneva a un ramo di una famiglia boema di musicisti e compositori, della quale appartenevano i più noti František Xaver Brixi e Šimon Brixi. Dopo esser stato organista della chiesa Pietro e Paolo e insegnante della scuola municipale a Mělník, nel 1738 si recò a Manetín, città nella quale nacque suo figlio Václav Norbert Brixi. Nel 1748 tornò a Mělník, dove fu attivo come maestro del coro della cattedrale; grazie alla sua abilità compositiva portò ai massimi livelli lo standard musicale di questa città. Ivi rimase sino alla morte.
Nonostante ci siano rimaste numerose sue composizioni, il suo unico lavoro noto è una messa per coro, orchestra e organo.

## Opere
| Controllo di autorità | VIAF (EN) 84516501 · ISNI (EN) 0000 0000 5668 1598 · GND (DE) 1034232045 |